# Dušan Cvetinović
Dušan Cvetinović (født 24. december 1988) er en serbisk fodboldspiller.